# ليام جيبس
ليام جيبس (بالإنجليزية: Liam Gibbs)‏ هو لاعب كرة قدم بريطاني في مركز الوسط، ولد في 16 ديسمبر 2002 في بوري سانت ادموندز في المملكة المتحدة. لعب مع إيبسويتش تاون.